# روبرتو مورنو
روبرتو پیپو مورنو(به انگلیسی: Roberto Pupo Moreno) (مخفف انگلیسی: Roberto Moreno) (زاده ۱۱ فوریه ۱۹۵۹ ریو) راننده فرمول یک اهل برزیل است. او را بیشتر با نام روبرتو مورنو می‌شناسند.